# Корнеева, Ольга Константиновна
Ольга Константиновна Корнеева (1927 — 19 августа 1942) — юная герой-пионер, партизан Великой Отечественной войны, зверски замучена и расстреляна в августе 1942 года в посёлке Любохна.

## Биография
Родилась в 1927 года в посёлке Любохна Орловской области, ныне Дятьковский район Брянской области. В 1941 году ей исполнилось  14 лет. Территорию Орловской области оккукпировали немецкие войска. Ольга попросилась в партизанский отряд, вместе с отцом была принята в отряд Простякова (Бытошская партизанская бригада).
Она стала работать связной.Ночью расклеивала в поселке листовки и сводки с полей сражения, в дневное время проводила разведывательные операции, наблюдала за передвижениями немцев по железным и шоссейным дорогам. Чтобы передать сведения партизанам, Оля брала корзину с бельем и направлялась к речке постирать бельё. На берегу припрятывала корзину и пробиралась вглубь леса, к условленному месту. Там её уже ждали отец и другие бойцы отряда. Много раз ей приходилось ходить опасными маршрутами.
Однажды два партизана вышли в посёлок чтобы отремонтировать приёмник и узнать сводки из Москвы. Их выдали и информацию представили немцам. Решительность Оли, которая спрятала бойцов в сарае, а затем предупредила об опасности и помогла бежать, спасла их жизни. 
В августе 1942 года немецкие солдаты схватили девочку и бросили в заключение. Гестаповцы устраивали ей постоянные допросы, избивали юную партизанку, загоняли под ногти пальцев иголки. Оля молчала и никого не выдавала. Работавшая в комендатуре переводчица даже теряла сознание, видя, какие  мучения испытывает девочка. Оле отрубили правую кисть, а через несколько дней расстреляли на глазах у населению посёлка Любохна. 
Похоронена на Любохонском кладбище. Установлен памятник партизанам и жителям посёлка убитым в годы войны. На надгробных плитах выведены имена погибших. Среди них и Корнеева Оля.

## Награды
11 февраля 1966 года Указом Президиума Верховного Совета СССР Корнеева Ольга Константиновна посмертно награждена медалью "За отвагу". 

## Память
- Медаль и архивные материалы хранятся в музее школы имени Головачева А. А. в поселке Любохна.
- Один из пионерских отрядов носил имя отважной разведчицы.